# Дав (остров)
Дав (фр. l'île de Dave) — крупнейший остров Бельгии, расположен на Маасе в пяти километрах к югу от Намюра. Заповедник. Остров известен уникальными флорой и фауной: здесь произрастают таволга вязолистная, дягиль и сердечник, целый год гнездятся чомги, зимородки и канадские казарки, зимует большой крохаль. Поскольку у острова Маас не судоходен, его неглубокие воды — излюбленное место рыбалки серой цапли.